# Stati senza forze armate
     Stati senza forze armate
     Stati con forze militari limitate

Stati senza forze armate
Stati senza forze armate
Stati con forze militari limitate

Gli Stati senza forze armate, ossia che non mantengono alcuna forza armata, sono 21.
Il termine "Stato" è usato nel senso di Stati indipendenti; di conseguenza è relativo solo a Stati sovrani e non a territori le cui difese sono di responsabilità di altre nazioni.
Andorra ha accordi di difesa con Francia e Spagna; Monaco ha un accordo di difesa con la Francia; il Liechtenstein ne ha uno con la Svizzera; Islanda, Isole Marshall, Micronesia e Palau affidano la loro difesa agli Stati Uniti d'America e gli altri 14 stati sono pienamente autonomi e gestiscono la propria difesa senza alcuna forza armata.
Costa Rica, Dominica, Grenada, Liechtenstein, Monaco e Panama sono passati per una fase di demilitarizzazione, mentre i rimanenti 15 stati non hanno alcuna forza armata fino dalla fondazione, principalmente perché erano (e alcuni lo sono ancora) sotto la protezione di uno Stato più potente.
Haiti ha abolito le sue forze armate nel luglio 1994, dopo che un'invasione statunitense ha deposto la giunta militare che aveva governato il paese dal 1992, ma i ribelli ne hanno richiesto il ripristino. La Polizia Nazionale ha mantenuto comunque alcune forze armate. Nel 2017, dopo la fine della MINUSTAH, Haiti ha ripristinato le sue forze armate.

## Stati senza forze armate
| Nazione                   | Commenti |
| ------------------------- | --- |
| Andorra                   | La difesa del Paese è affidata alla Francia e alla Spagna. Trattati in merito con entrambi gli Stati esistono dal 1993. |
| Città del Vaticano        | La Guardia svizzera pontificia è una forza militare per la protezione personale del Papa, impiegata anche a scopi cerimoniali, e inoltre controlla i confini con l'Italia; ai membri del corpo viene peraltro impartito addestramento militare all'uso di armi leggere (pistola e fucile mitragliatore) oltre che di tecniche di combattimento a mani nude. La Gendarmeria vaticana svolge compiti di polizia e sorveglianza all'interno dello Stato e nelle aree extraterritoriali. La Guardia palatina e la Guardia nobile sono state abolite nel 1970 da papa Paolo VI. In seguito ai Patti Lateranensi la sua difesa da attacchi esterni è affidata all'Italia. |
| Dominica                  | Nessuna forza armata a partire dal 1981, dopo che l'esercito tentò un colpo di Stato. La difesa è delegata al Sistema di sicurezza regionale. |
| Grenada                   | Nessuna forza armata a partire dal 1983, dopo l'invasione da parte degli Stati Uniti d'America. La difesa è delegata al Sistema di sicurezza regionale. |
| Isole Marshall            | La difesa è affidata agli Stati Uniti d'America. |
| Isole Salomone            | Devastate da intensi conflitti etnici dal 1998 al 2006, fino a quando l'Australia e altri Paesi del Pacifico sono intervenuti per riportare la pace. Nessun esercito. |
| Kiribati                  | Le sole istituzioni armate ammesse sono la polizia civile e la guardia costiera. |
| Liechtenstein             | Abolite le forze armate nel 1868 perché ritenute troppo costose. L'esercito veniva formato solo in tempi di guerra. Da allora la difesa è affidata alla Svizzera. |
| Micronesia                | La difesa è affidata agli Stati Uniti d'America. |
| Nauru                     | Con un accordo informale, la difesa è affidata all'Australia. |
| Palau                     | Con le Filippine (costituzione del 1987), sono l'unica nazione con una costituzione (adottata nel 1979) espressamente anti-nucleare. La difesa è affidata agli Stati Uniti d'America. |
| Saint Vincent e Grenadine | Dispone di un'unità di forze speciali. La difesa è delegata al Sistema di sicurezza regionale. |
| Samoa                     | La difesa è affidata alla Nuova Zelanda. |
| Saint Lucia               | Dispone di un'unità di forze speciali. La difesa è delegata al Sistema di sicurezza regionale. |
| Tuvalu                    | Non dispone di nessun esercito, ma le forze di polizia includono un'unità di sorveglianza marittima. |

## Stati con forze militari limitate
| Nazione    | Commenti |
| ---------- | --- |
| Costa Rica | Primo Paese senza un esercito. La costituzione proibisce la formazione di un esercito fin dalla fine della guerra civile, nel 1949. Sede della corte Inter-Americana dei diritti umani. Sede dell'Università per la Pace delle Nazioni Unite. |
| Islanda    | Nessuna forza armata a partire dal 1859, ma è membro della NATO. Esiste un accordo di difesa con gli Stati Uniti d'America i quali hanno mantenuto una base militare nel Paese dal 1951 fino al settembre 2006. Il Paese mantiene attiva una forza militare di peace-keeping di pronto intervento, la Guardia Costiera, il corpo di Polizia e le Forze Speciali di Polizia. I cittadini islandesi che desiderano svolgere il servizio militare possono entrare nell'esercito norvegese in base ad un accordo tra i due paesi. |
| Mauritius  | Dal 1968 mantiene solo una forza di polizia paramilitare. |
| Monaco     | Ha rinunciato agli investimenti militari nel XVII secolo perché i progressi nel campo dell'artiglieria lo resero praticamente indifendibile. La difesa è affidata alla Francia. Mantiene una forza di polizia ed una compagnia di carabinieri della quale il Principe in carica ha il grado di colonnello. |
| Panama     | Abolite le forze armate nel 1990. Con un voto plebiscitario, il parlamento ha confermato la modifica costituzionale nel 1994. Alcune unità delle forze di Polizia dispongono di limitate capacità di combattimento. |
| Vanuatu    | Dispone di una piccola forza militare mobile. |